# Elisa Carrió

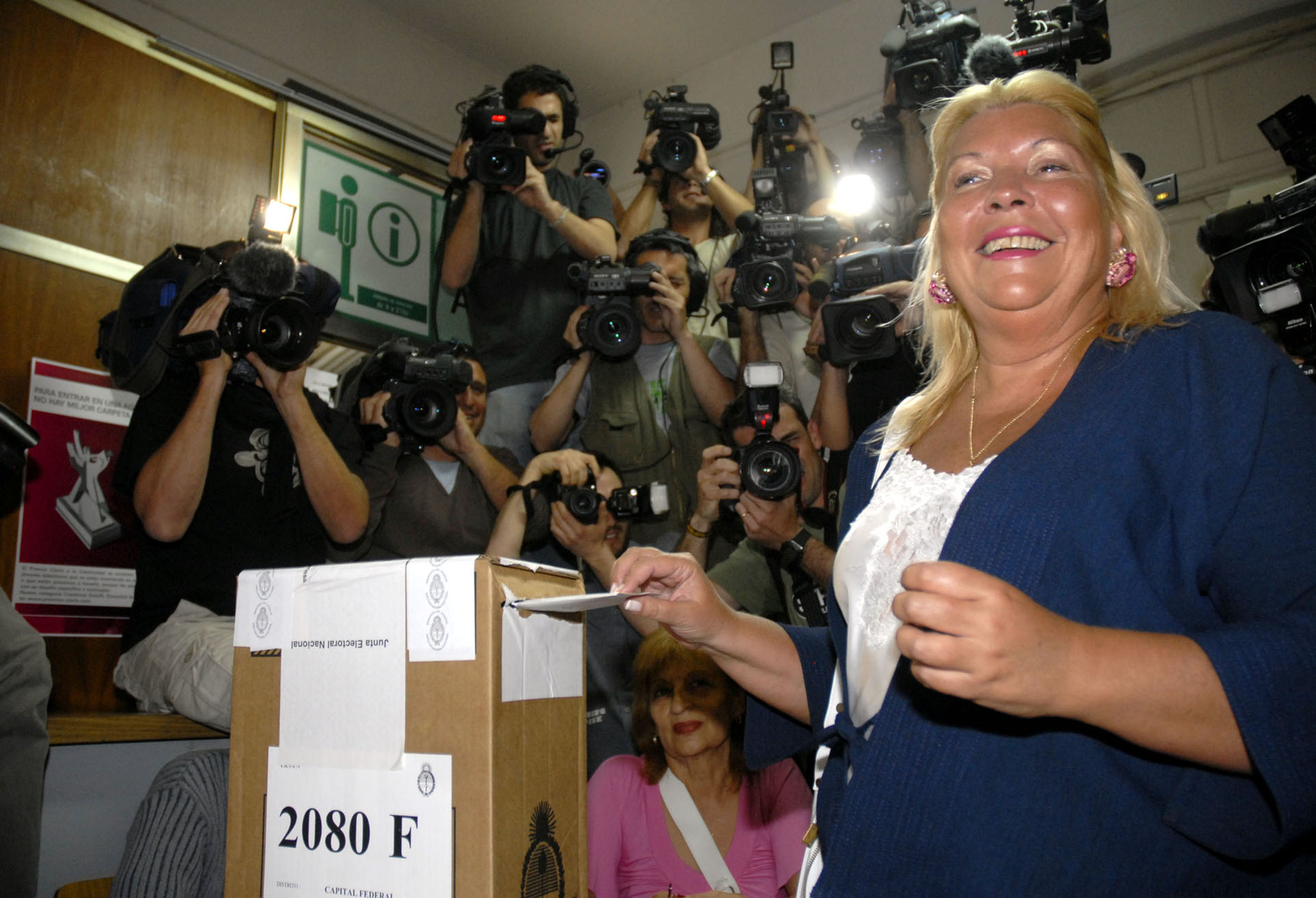
Elisa Carrió, wybory prezydenckie 2007

Elisa Carrió (ur. 26 grudnia 1956) – argentyńska polityk, założycielka partii Umocnienie Republiki Równości (ARI). Kandydatka w wyborach prezydenckich w 2003 oraz w 2007.
Carrió urodziła się w prowincji Chaco w tradycjonalistycznej rodzinie. W czasie dyktatury wojskowej lat 1976–1983 pełniła funkcję prokuratora. Po przywróceniu demokracji została deputowaną w swojej prowincji z ramienia Radykalnej Unii Obywatelskiej.
W czasie kampanii prezydenckiej w 1999 wspierała Fernando de la Rúę, chociaż ten należał do innego obozu politycznego (prawicy).
W 2001 założyła własne ugrupowanie, Umocnienie Republiki Równości (ARI,  Afirmación para una República Igualitaria). Carrió wzięła udział w wyborach prezydenckich w 2003, w których zdobyła około 14% głosów. W 2005 została wybrana deputowaną miasta Buenos Aires.
Elisa Carrió była kandydatką w wyborach prezydenckich 28 października 2007. W marcu 2007 zrezygnowała ze stanowiska deputowanej, by móc prowadzić kampanię wyborczą.
W wyborach zajęła drugie miejsce, uzyskując 23% głosów. Wybory wygrała pierwsza dama Cristina Fernández de Kirchner, zdobywając prawie 45% głosów. Trzecie miejsce z wynikiem 17% głosów zajął Roberto Lavagna. Elisa Carrió wygrała z panią Kirchner w dwóch z trzech największych miast Argentyny, (w Buenos Aires i Rosario), poniosła jednak klęskę na prowincji.